# Дворец (Кировская область)
Дворец — деревня в Слободском районе Кировской области в составе Озерницкого сельского поселения.

## География
Находится на расстоянии примерно 32 км на север от районного центра города Слободской.

## История
Была известна с 1873 года как деревня, в которой было учтено дворов 6 и жителей 47, в 1905 15 и 84, в 1926 21 и 97, в 1950 15 и 64. В 1989 оставалось 6 постоянных жителей. 

## Население
Постоянное население  составляло 25 человека (русские 100%) в 2002 году, 16 в 2010.